# 田重进
田重进（929年—997年），幽州人，北宋将领。

## 生平
田重进外形高大，武力过人。后周显德年间（954年-960年），田重进应募成为一名士兵，隶属于后周太祖郭威麾下。跟从郭威出征契丹，至陈桥回师，后升迁至御马军使，又累积功劳升至瀼州刺史。北宋太平兴国四年（979年），跟从宋太宗出征太原回师，因功擢升为天德军节度使。太平兴国六年（981年），改侍卫步军指挥使。八年（983年），改任静难军节度使。九年，滑州韩、房村河流决口，洪水泛滥，田重进担任赈灾总指挥，以刘吉为副指挥，成功堵塞决口。
雍熙年间（984年-987年），宋太宗出师北征，田重进率兵至飞狐城下，用袁继忠计，伏兵飞狐南口，擒契丹骁将大鹏翼及其监军马赟、副将何万通并渤海军三千余人，斩首数千级，俘获以万计，追击敌军四十里，连下飞狐、灵州等城。田重进进攻蔚州，其牙校李存璋等杀辽军将领萧啜理、俘虏耿绍忠，耿率吏民来附。恰好曹彬所部作战不利，宋太宗于是命田重进统帅部队驻扎在定州，改任定州驻泊兵马都部署。三年，田重进率师进入辽国境内，攻下岐沟关，杀守城兵千余及获牛马辎重以还。四年春，改彰信军节度。淳化三年，改任真定尹、成德军节度。未几，被任命为京兆尹、永兴军节度。五年，改知延州，复还镇。至道三年（997年），去世，年六十九，赠侍中。
田重进不怎么学习，太宗居藩邸时，爱其忠勇，曾经送其酒炙但田不接受，使者说：“此晋王赐也，何为不受？”田重进说：“为我谢晋王，我知有天子尔。”最终不受。宋太宗知其忠诚朴实，所以自始至终都对他很信任。儿子田守信任六宅使，守吉阁门祗候。

## 延伸阅读
[在维基数据编辑]
 《宋史·卷260》，出自脱脱《宋史》